# Эдикты преторов
Эди́кты пре́торов — римский источник права, перешедший от республиканского Рима. Эдикты издавались преторами при вступлении в должность и содержали в себе программу их деятельности на время службы, а также информацию о характере обстоятельств, при которых предоставлялась судебная защита. Эдикты преторов дали толчок к формированию особой системы преторского права.

## Причины возникновения
Постановления Законов XII таблиц перестали удовлетворять требования, которые выдвигала быстро развивавшаяся жизнь республиканского периода. В таких условиях jus civile утратило нормы. Однако частное лицо имело возможность обратиться к претору с просьбой о помощи в том случае, когда из-за пробелов в законе невозможно было добиться удовлетворения путём гражданского иска.
Преторы обеспечивали охрану внутреннего гражданского мира и порядка, для чего они были наделены почти неограниченной административной властью (imperium) со всеми её атрибутами (multae dictio, pignoris capio). По ходу службы у преторов вырабатывались конкретные решения часто возникающих проблем, и эти решения они предоставляли всеобщему вниманию в своих эдиктах.

## Специфика и принципы
Преторское право было более гибким, чем законодательное. Отличало эдикт то, что он обновлялся каждый год — «lex annua» (годичный закон). Jus civile постепенно отмирало от отсутствия применения, и этим обеспечивалась справедливость преобразований.
Некоторые эдикты предназначались для какого-либо отдельного случая (edicta repentina); другие содержали общие правила и программу деятельности претора, обязательную на время его службы (edictum perpetuum). В этих, т. н. «постоянных» эдиктах отражалась административно-правовая практика преторов.

## Свод правил
Со временем образовалась некоторая совокупность преторских норм, поскольку каждый новый претор, составляя свой эдикт, принимал во внимание опыт своих предшественников (edictum tralaticum). При этом претору не формально обязательно создавать новые постановления во время своей деятельности. Но, чтобы сохранить ясность правопорядка, в интересах претора было придерживаться собственных эдиктов.

## Вечный эдикт Адриана
При Адриане юристу Сальвию Юлиану было поручено привести в порядок материалы постоянного эдикта — edictum perpetuum (125—138 гг. н. э.). Была произведена кодификация преторского права, и дальнейшее развитие преторской деятельности потеряло основание. Хотя edictum perpetuum не был признан законом, он был объявлен неизменяемым, и лишь император мог делать дополнения.
Эдикт в редакции Юлиана продолжал выставляться в Риме и провинциях. Ни одна из рукописей не дошла до наших дней, однако благодаря комментариям Гая, Ульпиана и Павла стало известно, что Эдикт состоял из двух частей, главной и дополнительной, и содержал определенное число титулов небольшого объёма с заглавиями (de iudiciis, de rebus creditis и т. д.). В главной части были изданы отдельные моменты и пункты исков, clausulae edictales, в дополнительной — типовые формуляры исков. Эдикт складывался исторически и поэтому особой системы в нём не было.